# Marc Okrand
Marc Okrand (/ˈmɑrk ˈoʊkrænd/; nascut el 3 de juliol de 1948) és un lingüista estatunidenc, conegut per ser el creador de la llengua klingon.

## Biografia

### Lingüística
Okrand va treballar amb llengües ameríndies. Va obtenir una llicenciatura de la Universitat de Califòrnia, Santa Cruz el 1972. La seva tesi de doctorat de 1977 a la Universitat de Califòrnia, Berkeley, era una gramàtica del mutsun, un dialecte de l'ohlone (costano meridional), que és una llengua utiana extingida llengua parlada antigament a les zones costaneres del Nord de Califòrnia central, 30 milles al sud de Salinas (la seva tesi va ser supervisada per la pionera lingüista Mary R. Haas). Va donar classes de lingüística a la Universitat de Califòrnia, Santa Barbara, de 1975 a 1978, abans de prendre una beca post doctoral al Smithsonian a Washington DC, el 1978.
Després d'això Okrand va treballar al National Captioning Institute (Institut Nacional del Subtitulat), on va treballar en el primer sistema dels subtítols per a l'audiència de teleespectadors amb discapacitat. Fins a la seva jubilació el 2013 Okrand va servir com un dels directors de subtítols en viu al National Captioning Institute i com a president de la junta de directors de la Washington Shakespeare Company d'Arlington (Virgínia). La WSC planejava organitzar "una nit de Shakespeare en klingon" el 2010.
En 2001, Okrand creà l'atlant per al film de la Disney Atlantis: The Lost Empire.

### Star Trek
Mentre coordinava els subtítols per al xou de l'entrega dels Premis Oscar 1982, Okrand va conèixer el productor de la pel·lícula Star Trek 2: La còlera del Khan. El seu primer treball va ser el doblatge dels diàlegs en vulcanià a Star Trek II: The Wrath of Khan, ja que els actors ja havien estat filmats parlant en anglès. Després va ser contractat per Paramount Pictures per desenvolupar el llenguatge klingon i entrenar els actors en el seu ús a Star Trek 3: A la recerca de Spock, Star Trek: L'última frontera i Star Trek: The Undiscovered Country. Més tard va ser també contractat per a la pel·lícula de 2009 Star Trek en l'ús de les llengües romulana i vulcaniana. També va crear un diàleg klingon per a la pel·lícula de 2009, però les escenes van ser finalment eliminades. També va estar involucrat en Star Trek Into Darkness, però només durant la postproducció.
Okrand és l'autor de tres llibres sobre el klingon – The Klingon Dictionary (primera publicació 1985), The Klingon Way (1996) ai Klingon for the Galactic Traveler (1997). També ha coescrit el llibret d'una òpera en l'idioma klingon: ’u’, estrenada a La Haia en setembre de 2010. El so tlh que ha incorporat en klingon, inusual per a parlants d'anglès nord-americà, és comú en altres dialectes de l'anglès, i en les llengües ameríndies d'Amèrica del Nord i Central, en les que en general es transcriu com a tl, tł o ƛ (una africada lateral alveolar sorda amb alliberament lateral); aquest és el so al final de la paraula "Nahuatl". Parla klingon, però assenyala que altres hi han assolit una major fluïdesa.